# 金曜ストリークナイター
金曜ストリークナイター はKBS京都で放送中のラジオ番組（金曜・第一部18:00～19:00、第二部19:30～21:00）。2006年10月6日番組開始。
ストリーク初の冠番組で、第一部が18:00から19:00まで放送され、19:00から松本ひでおのショウアップナイターネクストが30分放送される。第二部は19:30から21:00まで放送される。

## パーソナリティ
- ストリーク（山田大介・吉本峰之）
- 内田香織

## 主なコーナー
- NYNYビューティカフェ

- ストリークの野球ウンチク講座

- マネージャーさんいらっしゃい

- 恋愛ガチンコストリーク
  - ストリークとうっちーに電話で恋愛相談をしよう、というコーナー。

- かえ歌の神様
  - 毎回決まったお題（有名曲のサビ部分）の替え歌をリスナーが投稿する企画。